# Ногаев, Харитон Константинович
Харитон Константинович Ногаев (род. 1 октября 1960 года, р.п. Верхний Згид, Алагирский район, СОАССР, РСФСР, СССР) — российский художник, заслуженный художник Республики Северная Осетия-Алания, академик Российской академии художеств (2012).

## Биография
Родился 1 октября 1960 года в поселке Верхний Згид Алагирского района Республики Северной Осетии, живёт и работает в Москве.
В 1980 году — окончил Северо-Осетинское художественное училище (г. Орджоникидзе).
В 1997 году — окончил Московский государственный академический художественный институт имени В. И. Сурикова, мастерская профессора Л. В. Шепелева.
С 1993 года — член Творческого союза художников России, с 2006 года — член Союза художников России, с 2010 года — член Московского союза художников.
В 2012 году — избран академиком Российской академии художеств от Отделения живописи.

## Награды
- Заслуженный художник Республики Северная Осетия-Алания
- Почётная грамота Министерства Культуры Российской федерации (2012)
- Благодарность Президента Республики Северная Осетия-Алания (2009)
- Благодарность Правительства Москвы, (2007, 2008, 2009)